# وینی پو: خون و عسل ۲
وینی پو: خون و عسل ۲ (به انگلیسی: Winnie-the-Pooh: Blood and Honey 2) یک فیلم اسلشر مستقل بریتانیایی به کارگردانی ریس فریک-واترفیلد و نویسندگی مت لزلی است. این دومین فیلم از دنیای پیچ‌خوردهٔ کودکی (به اختصار TCU) و دنباله‌ای بر وینی پو: خون و عسل (۲۰۲۳) است که به عنوان تصویری ترسناک از کتاب‌های وینی پو اثر آلن الکساندر میلن و ای. اچ. شپرد عمل کرد. در این فیلم اسکات چمبرز، رایان اولیوا، ادی مکنزی، لوئیس سانتر، مارکوس ماسی و سیمون کالو ایفای نقش می‌کنند. این فیلم پو و گروهش را دنبال می‌کند که در شهر دوران کودکی کریستوفر رابین وارد یک حمله مرگبار می‌شوند و به دنبال انتقام از او هستند.
پس از موفقیت فیلم اول، کارگردان فریک-واترفیلد به دنباله‌ای ابراز علاقه کرد که در نهایت در نوامبر ۲۰۲۲ چراغ سبز داده شد. بازیگران اصلی نیکلای لئون، کریگ دیوید داوست و کریس کوردل برای دنباله بازی بازنگشتند و بازیگران جدید چمبرز، اولیوا و مک کنزی به ترتیب جایگزین آنها در نقشهای کریستوفر رابین، وینی پو و پیگلت شدند.
وینی پو: خون و عسل ۲ در ۱۸ مارس ۲۰۲۴ در لندن اکران شد و در ۲۶ مارس در ایالات متحده و بریتانیا اکران شد. این فیلم نقدهای متفاوتی از سوی منتقدان دریافت کرد، اگرچه اعلام شد که نسبت به فیلم قبلی خود بهبود یافته است. یک دنباله در حال توسعه است.

## خلاصه داستان
وینی پو، پیگلت، تیگر و جغد پس از افشای وجود کریستوفر رابین، خانه و زندگی خود را در خطر می‌یابند. این گروه که نمی‌خواهند دیگر در سایه زندگی کنند، تصمیم می‌گیرند تا در شهر اش‌داون شروع به حمله کرده و یک بار برای همیشه انتقام خود را از کریستوفر بگیرند.

## شرح داستان
پس از آن‌که وینی خرسه و پیگلت (خوکچه) به سختی از قتل‌عام خونین خود جان سالم به در می‌برند، کریستوفر رابین از جنگل صد جریب می‌گریزد و به شهر زادگاه دوران کودکی‌اش، اَشدَون، بازمی‌گردد تا کمک بخواهد. جسد ماریا و دوستانش از جنگل پیدا می‌شود، اما مظنون اصلی این جنایت‌ها کریستوفر شناخته می‌شود.
این رخداد با عنوان «قتل‌عام جنگل صد جریب» شناخته می‌شود و فیلمی هم براساس این جنایت‌ها ساخته می‌شود که اعتبار کریستوفر را در اَشدَون لکه‌دار می‌کند. افراد اندکی داستان کریستوفر را باور می‌کنند، از جمله دوستان دوران کودکی‌اش لِکسی، فین و آرون، والدینش آلن و دافنه، و خواهر کوچکش بانی. کریستوفر که اکنون به طردشده‌ای بدل شده، شب‌ها کابوس وینی خرسه را می‌بیند و برای درمان آسیب‌های روانی خود، از جمله ناپدید شدن برادر دوقلویش بیلی در مهمانی تولد کودکی‌شان، به هیپنوتراپیست خود مری دارلینگ مراجعه می‌کند.
در همین حال، در جنگل صد جریب، وینی خرسه و پیگلت مجبور به پنهان‌شدن با موجودات دیگر یعنی تیگر و جغد می‌شوند، چرا که خانه‌شان آتش گرفته است. پس از قتل سه دانشجوی دانشگاهی در یک کاروان تفریحی، جغد می‌کوشد وینی خرسه را قانع کند که به جای انتظار برای ورود افراد بیشتر به جنگل، مستقیماً به اَشدَون حمله کنند. گروهی از شکارچیان به رهبری آرون به موجودات حمله می‌کنند و برای انتقام دانشجویان، پیگلت را می‌کشند. وینی خرسه آن‌ها را می‌کشد و به پیشنهاد جغد دوباره می‌اندیشد، ولی آرون جان سالم به در می‌برد و به اَشدَون بازمی‌گردد.
در پی واکنش منفی مردم شهر، کریستوفر شغلش را به‌عنوان پزشک از دست می‌دهد و همراه مری برای درمان بیشتر به هیپنوتراپی بازمی‌گردد. وقتی آرون برای درمان به بیمارستان می‌آید، کریستوفر شک می‌کند که حمله کار وینی خرسه بوده‌است و این شک زمانی تأیید می‌شود که از آرون جزئیات را می‌پرسد. او همچنین با نظافتچی بیمارستان، کاوندیش، روبه‌رو می‌شود که همان مردی است که بیلی را دزدیده بود. کریستوفر به خانهٔ او می‌رود و او را به چالش می‌کشد. کاوندیش فاش می‌کند که برای دکتر آرتور گالوپ، یک دانشمند، کار می‌کرده که او را مأمور ربودن کودکان—از جمله بیلی—در اطراف اَشدَون کرده‌ بود تا با ژن حیوانات روی آن‌ها آزمایش کند و در ازای آن بدهی‌هایش را پرداخت کند. این کودکان به موجوداتی انسان‌-حیوان با قدرت التیام پیشرفته بدل شده بودند، اما گالوپ آن‌ها را می‌کشد و در جنگل صد جریب دفن می‌کند. کاوندیش بعداً گالوپ را می‌کشد و درمی‌یابد که کودکان دوباره زنده شده و خود را از گور بیرون کشیده‌اند. کریستوفر می‌کوشد کل شهر را از حملهٔ قریب‌الوقوع موجودات آگاه کند، اما با تمسخر و ناباوری روبه‌رو می‌شود، و کاوندیش نیز سرانجام از فرط عذاب وجدان خودکشی می‌کند.
با فرا رسیدن شب، وینی خرسه، تیگر و جغد به شهر اَشدَون حمله می‌کنند و در مسیر، ساکنان بسیاری را می‌کشند، از جمله فین. وینی خرسه شخصاً آلن و دافنه را می‌کشد و به لِکسی حمله می‌کند، ولی او زنده می‌ماند. آن‌ها سپس به یک مهمانی ریو در انبار حمله می‌کنند و همهٔ شرکت‌کنندگان را می‌کشند. کریستوفر با شتاب به انبار می‌رسد، تیگر را با شلیک گلوله می‌زند و درمی‌یابد که بانی ربوده شده‌است. او به جنگل صد جریب بازمی‌گردد و با وینی خرسه می‌جنگد، ولی وینی به‌راحتی او را مغلوب می‌کند، تا آن‌که به قبر بیلی می‌رسند. کریستوفر، وینی خرسه را که معلوم می‌شود همان بیلی است، با نام واقعی‌اش صدا می‌زند. لِکسی سر می‌رسد و زمان کافی فراهم می‌کند تا کریستوفر با تبر او را بکشد. ویدئوی دوربین‌های مداربسته از قتل‌عام موجودات در اَشدَون به پلیس داده می‌شود؛ بانی به سلامت پیدا می‌شود و اتهامات از کریستوفر رفع می‌شود. جغد و تیگر که جان به در برده‌اند، جنازه‌های وینی خرسه و پیگلت را جمع می‌کنند و جغد وعده می‌دهد که راهی برای بازگرداندن آن‌ها خواهد یافت و انتقام نهایی را از کریستوفر خواهند گرفت.

## بازیگران
- اسکات چمبرز در نقش کریستوفر رابین[۳]
  - میسون گلد در نقش کریستوفر رابین جوان
- تالولا ایوانز در نقش لکسی
- رایان اولیوا در نقش وینی پو[۳]
  - پیتر دسوزا-فیگونی در نقش وینی پوی جوان[۳]
- ترسا بنهام در نقش سامانتا
- الک نیومن در نقش آلن رابین
- سیمون کالو در نقش کاوندیش[۴]
- ادی مک‌کنزی در نقش پیگلت[۵]
- لوئیس سانتر در نقش تیگر[۳]
- مارکوس ماسی در نقش جغد[۵]
- نیکولا رایت در نقش دافنه رابین
- تئا ایوانز در نقش هلن «بانی» رابین
- فلین متیوز در نقش فین
- توبی وین دیویس در نقش دکتر آرتور گالوپ

علاوه بر این، نیکولای لئون، کریگ دیوید داوست و کریس کوردل به ترتیب در نقش‌های کریستوفر رابین، وینی پو و پیگلت در تصاویر آرشیوی از وینی پو: خون و عسل ظاهر می‌شوند. شخصیت‌های بامبی، پیتر پن، و پینوکیو در تیتراژ پایانی نقش‌های کوتاهی را به نمایش می‌گذارند و فیلم‌های فردی آینده‌شان را تبلیغ می‌کنند.

## تولید
در ژوئن ۲۰۲۲ در مصاحبه‌ای با جاش کورنگات از درد سنترال، کارگردان، ریس فریک-واترفیلد به ساخت دنباله‌ای برای وینی پو: خون و عسل ابراز علاقه کرد و اظهار داشت که می‌خواهد «آن را حتی وحشی‌تر و دیوانه‌تر کند.» در سپتامبر ۲۰۲۳، تصاویر منتشر شدند که نشان دهنده اضافه شدن شخصیت جدید جغد بود. تصویربرداری اصلی نیز در آن ماه به پایان رسید. این فیلم دارای بازیگران جدید و طراحی شخصیت‌های جدید است و در جامعه اش‌داون اتفاق می‌افتد تا «جنگل صد هکتاری» از فیلم قبلی. علاوه بر این، شخصیت تیگر که در فیلم اول غایب بود، از زمانی که در ژانویه ۲۰۲۴ در مالکیت عمومی قرار گرفت نیز در این فیلم ظاهر می‌شود. این شخصیت توسط مت لزلی نوشته شده است.
در ابتدا گزارش شده بود که بودجه این فیلم پنج برابر بیشتر از فیلم قبلی است. بعداً تأیید شد که بودجه به ده برابر بیشتر از فیلم اول افزایش یافته است. شان هریسون که قبلاً روی تولیداتی مانند جنگ جهانی زد، فرانچایز هری پاتر و بازی تاج‌وتخت کار کرده بود، مخلوق و طراح فیلم بود، در حالی که پائولا آن بوکر جلوه‌های ویژه را رهبری می‌کرد. در سال ۲۰۲۳، فاش شد که فریک-واترفیلد قصد داشته است که پو از یک اره برقی به عنوان سلاح در فیلم استفاده کند، و این فیلم بیش از ۳۰ کشته را نشان خواهد داد. این فیلم از ترساننده ۲ الهام گرفته است.
پروتز وینی پو در این فیلم بیش از ۲۰٫۰۰۰ دلار هزینه داشت، در مقایسه، در فیلم اول فقط ۷۷۰ دلار برای گریم و طراحی خرج شده بود.

## انتشار
وینی پو: خون و عسل ۲ در ۱۸ مارس ۲۰۲۴ در سینما پرنس چارلز در میدان لستر لندن اکران شد. این فیلم در ۲۶ مارس ۲۰۲۴ توسط فتوم ایونتز در ایالات متحده و بریتانیا اکران شد.

## بازخورد
در وبگاه جمع‌آوری نقد راتن تومیتوز، ٪۵۳ از ۳۲ بررسی منتقدان مثبت است، و میانگینِ امتیاز آن ۴٫۹/۱۰ است. اجماع این وبگاه چنین می‌نویسد: «وینی پو: خون و عسل ۲ از بسیاری جهات پیشرفتی نسبت به نسخه اصلی است، اگرچه «Poohniverse» مکانی ساخته شده برای طرفداران اسلشر هاردکور باقی می‌ماند.» این فیلم در متاکریتیک که از میانگین وزنی استفاده می‌کند، بر اساس نظر ۶ منتقدین امتیاز ۳۶ از ۱۰۰ را کسب کرده که نشان‌گر «نقدهای عموما نامطلوب» است.

## آینده
فریک-واترفیلد همچنین علاقه خود را به ساخت فیلم‌هایی دربارهٔ ثور، خدای تندر نورس، و همچنین فرانچایزهای دارای حق نشر مانند توپولوها، لاک‌پشت‌های نینجا و دختران نیرومند ابراز کرده است.